# Borophagus secundus
Borophagus secundus — вимерлий вид роду Borophagus підродини Borophaginae, групи псових, ендемічних для Північної Америки з епохи раннього міоцену (23.0 млн років тому) до епохи пізнього міоцену (5.3 млн років тому).

## Огляд
Borophagus secundus, як і інші Borophaginae, широко відомі як пси, що «трошать кістки» або «гієноподібні». Хоча він і не був наймасовішим борофагіном за розміром або вагою, він мав більш високорозвинену здатність хрускіти кістками, ніж попередні, більші роди, такі як Epicyon, що, здається, є еволюційною тенденцією групи (Turner, 2004). В епоху пліоцену Borophagus почали витіснятися Canis, такими як Canis edwardii. Ранні види Borophagus до недавнього часу відносили до роду Osteoborus, але зараз ці роди вважаються синонімами.

## Поширення
Викопні екземпляри Borophagus secundus дуже широко поширені від Гондурасу та Сальвадору до центральної Мексики, Оклахоми, центральної та південної Каліфорнії, Небраски, Канзасу та північної частини Нью-Мексико.